# 광학 정리
물리학에서 광학 정리(光學定理, optical theorem)는 파동이 산란할 때, 전방(前方)의 산란 진폭의 허수 성분이 총 산란 단면적에 비례한다는 정리다.

## 정의
파수 {\displaystyle k=2\pi /\lambda }를 가진 평면파가 산란하여 산란 진폭 {\displaystyle f(\theta ,\phi )}을 가진다고 하자. 그렇다면 그 총 산란 단면적 {\displaystyle \sigma }는
{\displaystyle \sigma =\int _{0}^{2\pi }\phi \int _{0}^{\pi }|f(\theta ,\phi )|^{2}\,\sin \theta \,d\theta \,d\phi }
이다. 그렇다면 다음 식이 성립한다.
{\displaystyle \sigma ={\frac {4\pi }{k}}\operatorname {Im} (f(\theta =0))=2\lambda \operatorname {Im} (f(\theta =0))}.
이를 광학 정리라고 한다. 즉, 총 산란 단면적은 전방(前方) 산란 진폭의 허수 성분과 파장의 곱의 두 배이다.
광학 정리는 에너지 보존 법칙(일반 파동의 경우) 또는 확률 보존 법칙(양자역학의 파동 함수의 경우)만으로부터 유도할 수 있어, 대단히 일반적이다. 특히, 양자역학에서는 탄성 산란과 비탄성 산란 모두 적용할 수 있다.
입사 파동이 평면파가 아니라 좀 더 일반적일 경우에는 다음과 같은 광학 정리가 성립한다. 이는 베르너 하이젠베르크가 1943년에 증명하였다.
{\displaystyle \mathrm {Im} ~f(\mathbf {\hat {k}} ',\mathbf {\hat {k}} )={\frac {k}{4\pi }}\int f(\mathbf {\hat {k}} ',\mathbf {\hat {k}} '')f(\mathbf {\hat {k}} '',\mathbf {\hat {k}} )~d\mathbf {\hat {k}} ''}

## 역사
1871년에 존 윌리엄 스트럿 레일리와 볼프강 젤마이어(독일어: Wolfgang Sellmeier)가 독자적으로 발견하였다. 레일리는 굴절 상수를 써서 충돌방향 산란진폭을 다음과 같이 나타낼 수 있다는 것을 발견하였다.
{\displaystyle n=1+2\pi Nf(0)/k^{2}\,}
여기서 그는 하늘의 색깔과 편극에 관한 연구 결과를 참조하였다. 이 방정식은 후일 양자 산란 이론에도 응용되어, 1939년에 출판된 논문으로부터 보어-파이얼스-플라첵 관계라고 알려지게 되었다. 한스 베테와 프레더릭 드 호프만(Frederic de Hoffmann)이 1955년 저서에서 최초로 이를 "광학 정리"(optical theorem)이라고 일컬었다.

## 같이 보기
- 산란 행렬